# Камонное
Камонное — озеро на северо-западе полуострова Камчатка в течении реки Седанка. Находится на территории Тигильского района Камчатского края России на западной стороне Срединного хребта.

## Описание

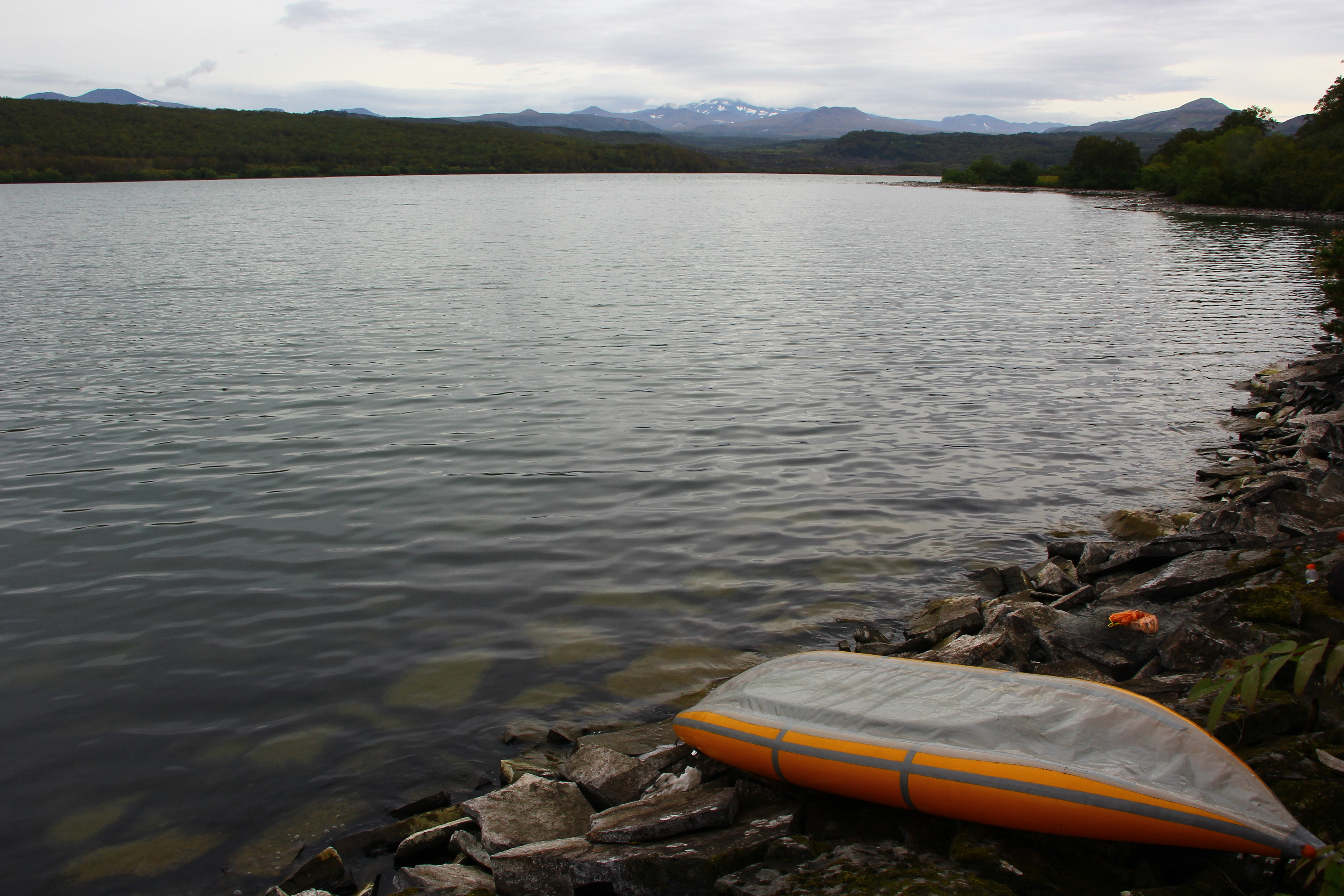
озеро Камонное

Площадь составляет 2,1 км². Площадь водосбора — 412 км². Глубина озера не превышает 15 м. На северо-западе от озера находится вулкан Терпук (765,5 м), на юго-востоке — вулкан Кэбеней (1527 м).
Озеро образовалось в течении реки Седанка в результате загромождения русла реки продуктами лавового извержения этих вулканов. На входе в Камонное и на выходе из него русло Седанки проходит под лавовыми потоками.
Наряду с озером Конским, лежащим ниже по течению, озеро Камонное с берегами вулканического происхождения является естественным фильтром реки Седанка. Даже в паводок воды реки остаются чистыми.
В озере обитают гольцы.

## Водный реестр
По данным государственного водного реестра России относится к Анадыро-Колымскому бассейновому округу. Код водного объекта — 19080000111120000002323.

## Галерея

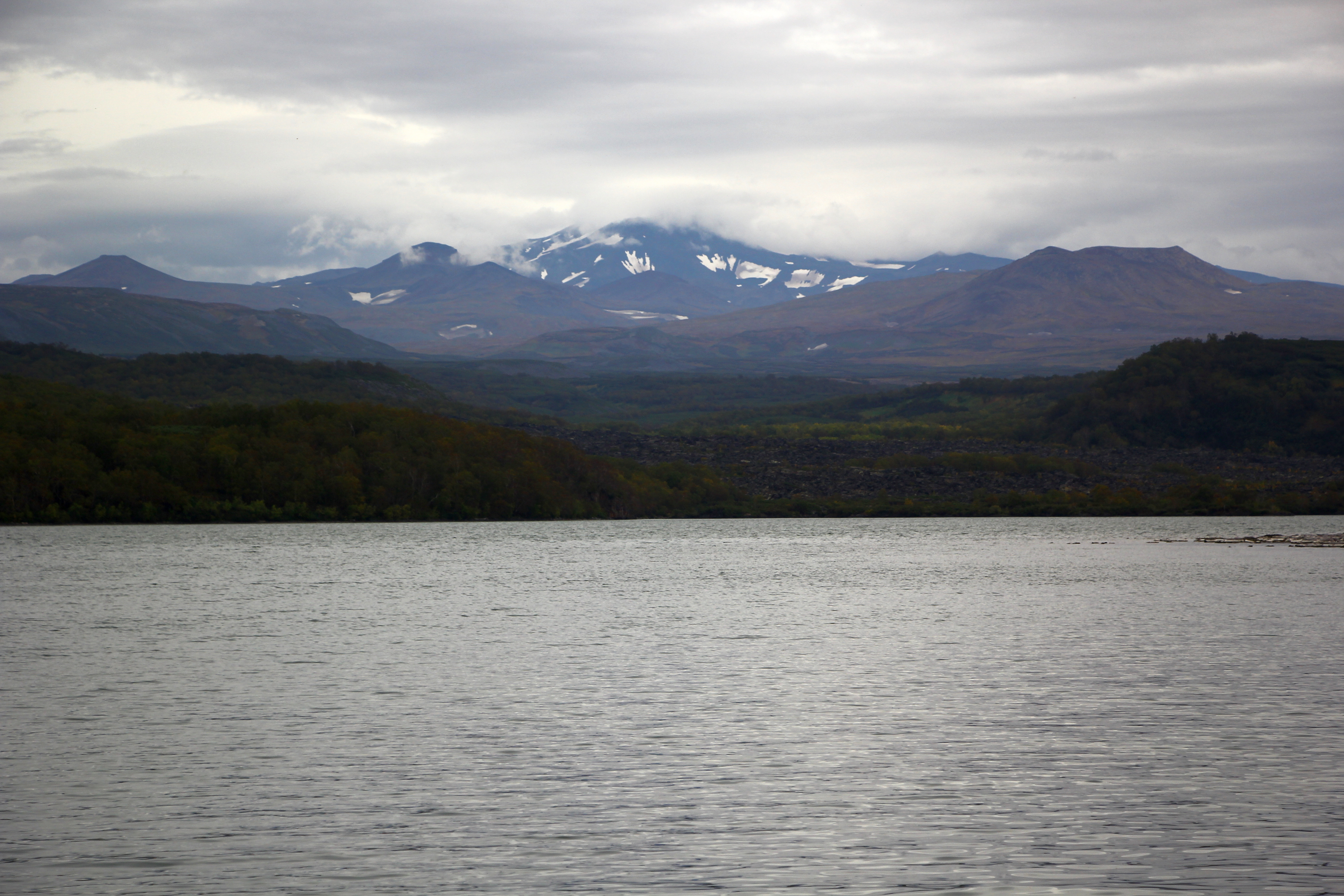
Озеро Камонное
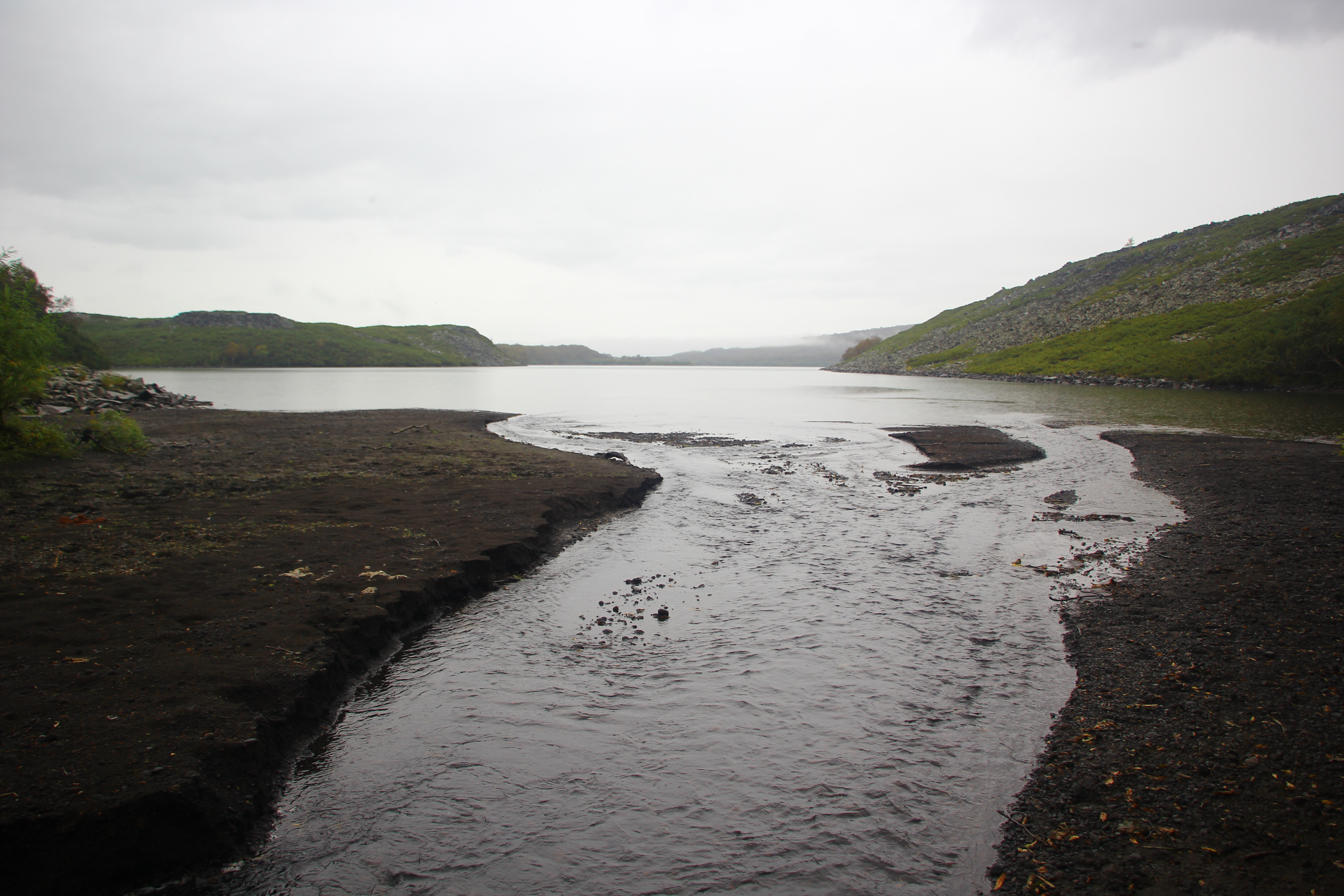
Ручей, впадающий в Камонное на юго-востоке
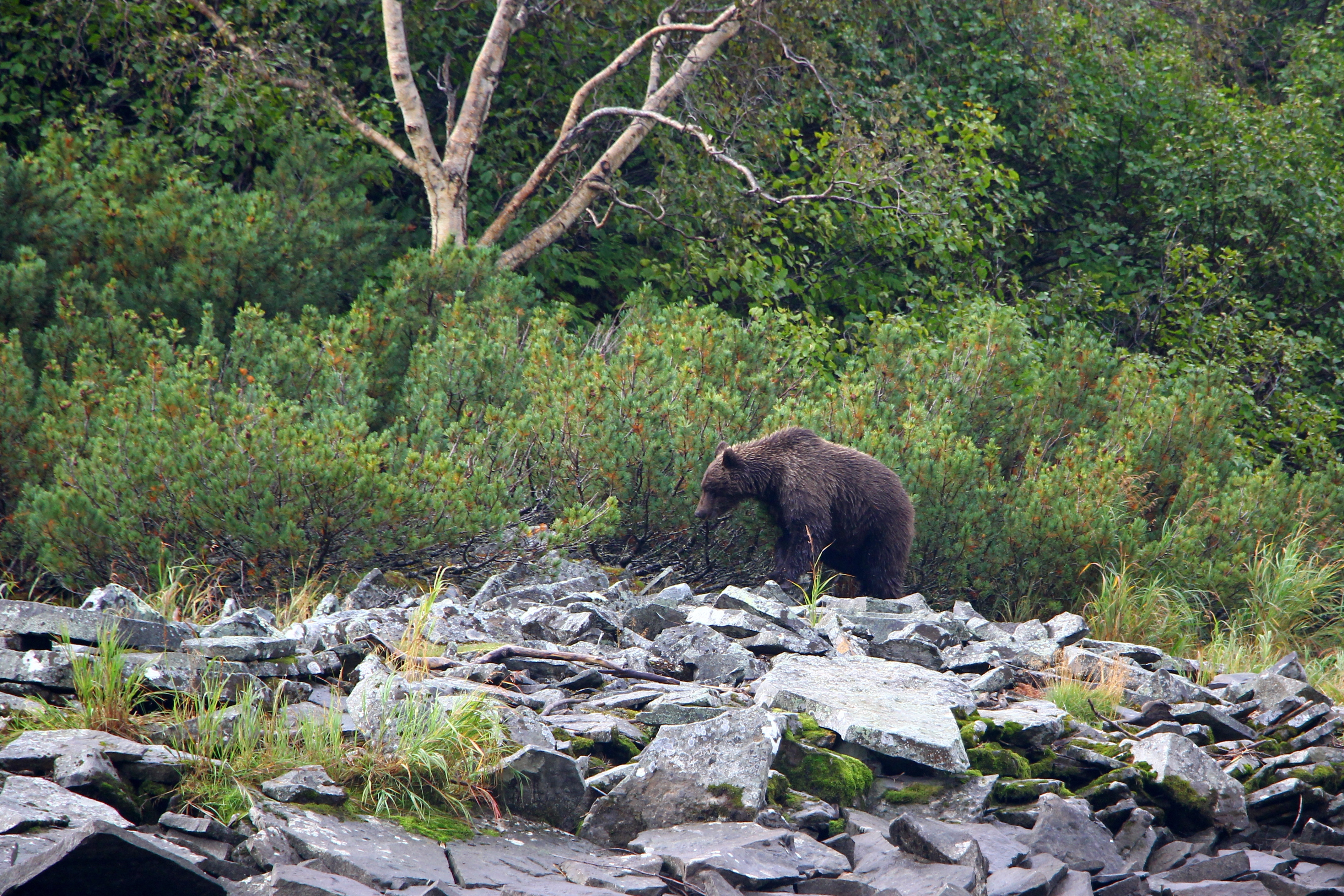
Медведь на берегу Камонного